# Gerhard Bigalk
Gerhard Bigalk (26 de novembro de 1908 - 17 de julho de 1942) foi um comandante de U-Boots alemão que atuou durante a Segunda Guerra Mundial.

## História
Bigalk entrou para a marinha no mês de abril de 1934. Permaneceu por alguns anos na marinha mercante até ser enviado para a força U-Boot. Iniciou o treinamentos reconhecimento aereo da marinha no mês de outubro de 1935, e no ano de 1937 realizou 21 voos de combate durante a Guerra Civil Espanhola.Foi transferido para a força U-Boot no mês de novembro de 1939 onde recebeu o treinamento básico e após comandou o U-14, durante os meses de junho de 1940 - agosto de 1940 sem realizar nenhuma patrulha de guerra.
Saiu do U-14 e comissionou o U-751 no mês de janeiro de 1941. Na sua quarta patrulha de guerra com este U-Boot, Bigalk afundou o navio de guerra britânico HMS Audacity (11,000 toneladas) no dia 21 de dezembro de 1941, sendo condecorado com a Cruz de Cavaleiro da Cruz de Ferro cinco dias mais tarde.
O Kapitänleutant Gerhard Bigalk faleceu no dia 17 de julho de 1942 quando o U-751 foi afundado no Atlântico Norte por aeronaves britânicas, tendo neste afundamento morrido também toda a tripulação do U-Boot.

## Carreira

### Patentes
| 1 de julho de 1934   | Fähnrich zur See                |
| 1 de abril de 1936   | Oberfähnrich zur See            |
| 1 de outubro de 1936 | Leutnant zur See                |
| 1 de junho de 1938   | Oberleutnant zur See            |
| 1 de junho de 1939   | Kapitänleutnant                 |
| 5 de abril de 1945   | Korvettenkapitän (postumamente) |

### Condecorações
| 1 de junho de 1939     | Cruz Espanhola                     |
| 30 de novembro de 1940 | Cruz de Ferro 2ª Classe            |
| 7 de julho de 1941     | Badge de Guerra dos U-Boot 1939    |
| 26 de dezembro de 1941 | Cruz de Ferro 1ª Classe            |
| 26 de dezembro de 1941 | Cruz de Cavaleiro da Cruz de Ferro |

### Patrulhas
|       | U-Boot | Partida     | Partida     | Chegada     | Chegada     | Dias     | Toneladas |
| ----- | ------ | ----------- | ----------- | ----------- | ----------- | -------- | --------- |
| 1     | U-751  | 3 Jun 1941  | Kiel        | 5 Jul 1941  | St. Nazaire | 33 dias  | 5,370     |
| 2     | U-751  | 2 Ago 1941  | St. Nazaire | 8 Set 1941  | St. Nazaire | 38 dias  |           |
| 3     | U-751  | 11 Out 1941 | St. Nazaire | 8 Nov 1941  | St. Nazaire | 29 dias  |           |
| 4     | U-751  | 16 Dez 1941 | St. Nazaire | 26 Dez 1941 | St. Nazaire | 11 dias  | 11,000    |
| 5     | U-751  | 14 Jan 1942 | St. Nazaire | 23 Fev 1942 | St. Nazaire | 41 dias  | 19,583    |
| 6     | U-751  | 15 Abr 1942 | St. Nazaire | 15 Jun 1942 | St. Nazaire | 62 dias  | 4,555     |
| 7     | U-751  | 14 Jul 1942 | St. Nazaire | 17 Jul 1942 | Afundado    | 4 dias   |           |
| Total | Total  | Total       | Total       | Total       | Total       | 218 dias | 40 508 t  |

### Sucessos
- 5 navios afundados num total de 21412 GRT
- 1 navio de guerra afundado num total de 11000 toneladas
- 1 navio danificado num total de 8096 GRT

| Data        | U-Boot | Nome da Embarcação   | Toneladas | Nacionalidade   |
| ----------- | ------ | -------------------- | --------- | --------------- |
| 14 Jun 1941 | U-751  | St. Lindsay          | 5370      | britânico       |
| 21 Dez 1941 | U-751  | HMS Audacity (D 10)  | 11000     | britânico       |
| 2 Fev 1942  | U-751  | Corilla (danificado) | 8096      | holandês        |
| 4 Fev 1942  | U-751  | Silveray             | 4535      | britânico       |
| 7 Fev 1942  | U-751  | Empire Sun           | 6952      | britânico       |
| 16 Mai 1942 | U-751  | Nicarao              | 1445      | norte-americano |
| 19 Mai 1942 | U-751  | Isabela              | 3110      | norte-americano |
| Total       | Total  | Total                | 40 508    |                 |